# Borzna
Borzna (ukrainsk: Борзна, ukrainsk udtale: [borzˈnɑ]), også kaldet Borsna, er en historisk by i det nordlige Ukraine, i Nizjyn rajon i Tjernihiv oblast. Den er hjemsted for administrationen af Borzna urban hromada, en af hromadaerne i Ukraine. Byen har 9.515 (2025) indbyggere.

## Beliggenhed
Borzna ligger ved floden Desna, ved siden af en international motorvej, der forbinder Kyiv og Moskva (E101). Tjernihiv ligger ca. 100 km væk.

## Historie
Der findes beviser for at bosættelse i området ved det nuværende Borzna går tilbage til neolitisk tid, hvor bronzealder- og skytiske- fund er blevet gravet frem. Ifølge nogle moderne forfattere blev den tidligste fæstning (8.-13. århundrede) ødelagt af Batu Khan i 1239.
Borzna var i det 16. århundrede kendt som selishche, et landbrugssamfund. Som Borzna blev det grundlagt i 1633. Området var en del af Den polsk-litauiske realunion (i Kijów Voivodeskab i Kongeriget Polens krone) siden før Lublinunionen. Kontrol over byen blev frataget realunionen under Khmelnytskyiopstanden, hvorefter indfødte i Ruthenien fik en vis grad af autonomi under Hetman Bogdan Khmelnytskij og hans kosakstat. I 1648 blev Borzna omdannet til et regionalt kosak-center for Borzna-regimentet.
I 1634 fik Borzna Magdeburg-rettigheder.
I Anden Verdenskrig var byen besat af Nazityskland fra 11. september 1941 til 7. september 1943. Den 18. januar 1942 blev tyskerne med støtte fra ukrainsk politi, samlede alle de lokale jøder, de kunne finde, og massakrerede dem ved Shapovalivka. 126 mennesker blev dræbt, 179 blev flyttet til Tyskland.
Indtil 18. juli 2020 var Borzna det administrative centrum for Borzna rajon. Rajon blev afskaffet i juli 2020 som en del af den administrative reform af Ukraine, som reducerede antallet af raions i Tjernihiv oblast til fem. Området Borzna rajon blev slået sammen til Nizhyn rajon.

## Galleri
- Monument for de forsvundne landsmænd
- Fødselskirken i Borzna.
Bygget i slutningen af det 19. århundrede
- Enge ved Borzna
- Storkerede i Borzna
- Nytårsaften 1967